# Lennox (Dacota do Sul)
Lennox é uma cidade localizada no estado norte-americano de Dakota do Sul, no Condado de Lincoln.

## Demografia
Segundo o censo norte-americano de 2000, a sua população era de 2037 habitantes.
Em 2006, foi estimada uma população de 2138, um aumento de 101 (5.0%).

## Geografia
De acordo com o United States Census Bureau tem uma área de
2,8 km², dos quais 2,8 km² cobertos por terra e 0,0 km² cobertos por água. Lennox localiza-se a aproximadamente 404 m acima do nível do mar.

## Localidades na vizinhança
O diagrama seguinte representa as localidades num raio de 20 km ao redor de Lennox.